# Vitträsket
Vitträsket este o arie protejată (arie specială de conservare — SAC, sit de importanță comunitară — SCI) din Suedia întinsă pe o suprafață de 196,3 ha, integral pe uscat.

## Localizare
Centrul sitului Vitträsket este situat la coordonatele 64°41′35″N 19°39′46″E / 64.693°N 19.6629°E.

## Înființare
Situl Vitträsket a fost declarat sit de importanță comunitară în decembrie 1998 pentru a proteja 1 specie de animale. Situl a fost protejat și ca arie specială de conservare în martie 2011.

## Biodiversitate
Situată în ecoregiunea boreală, aria protejată conține 1 habitat natural: Ape stătătoare oligotrofe până la mezotrofe, cu vegetație de Littorelletea uniflorae și/sau de Isoëto-Nanojuncetea.
La baza desemnării sitului se află o specie protejată de  nevertebrate: Dytiscus latissimus.